# Paradiadelia tigrinata
Paradiadelia tigrinata är en skalbaggsart som beskrevs av Stefan von Breuning 1976. Paradiadelia tigrinata ingår i släktet Paradiadelia och familjen långhorningar.
Artens utbredningsområde är Madagaskar. Inga underarter finns listade i Catalogue of Life.